# Oskar Munzinger (Politiker, 1911)
Oskar Munzinger (* 20. Februar 1911 in Rosenkopf; † 6. September 1983 in Neustadt an der Weinstraße) war ein deutscher Jurist und Politiker (SPD).

## Leben und Beruf
Oskar Munzinger kam am 22. Februar 1911 in Rosenkopf zur Welt, wo seine Eltern neben einer Landwirtschaft auch eine Gastwirtschaft betrieben. Kurz vor Ausbruch des Ersten Weltkrieges verkauften seine Eltern die Gastwirtschaft und zogen in die damalige preußische Provinz Posen. Später ging er nach der Volksschule auf die Oberrealschule in Straußberg bei Berlin und legte 1932 sein Abitur ab. Er nahm ein Theologiestudium an der theologischen Schule in Bethel bei Bielefeld und ein Jurastudium an der Universität in Berlin auf, das er mit dem juristischen Staatsexamen beendete. Von 1940 bis 1945 nahm er als Soldat am Zweiten Weltkrieg teil. Nach dem Kriegsende arbeitete er zunächst als Rechtsanwalt in Marburg. Seit 1956 war er in gleicher Funktion in Kaiserslautern tätig.
Munzinger war ab 1950 Mitglied der SPD.

## Abgeordneter
Munzinger zog am 20. April 1959 für den verstorbenen Abgeordneten Anton Diel über die Landesliste Rheinland-Pfalz in den Deutschen Bundestag ein. Nach seiner Wahl zum Zweibrückener Oberbürgermeister legte er am 1. Oktober 1959 sein Bundestagsmandat nieder. Er war von 1963 bis 1975 Mitglied des rheinland-pfälzischen Landtags, dort 1969/70 Vorsitzender und von 1971 bis 1975 stellvertretender Vorsitzender der SPD-Fraktion.

## Öffentliche Ämter
Munzinger amtierte von 1959 bis 1969 als Oberbürgermeister der Stadt Zweibrücken.

## Wirken

### Munzinger-Express
Da Munzinger ab 1963 zugleich Zweibrücker Oberbürgermeister und rheinland-pfälzischer Landtagsabgeordneter war, hatte er ein Interesse daran, zwischen seinen beiden Arbeitsplätzen umsteigfreie Zugverbindungen zu schaffen. Dies war für ihn zumindest Anlass, sich für die Einrichtung einer durchgehenden Verbindung nach Mainz einzusetzen. Vor allem aber sollte dies die Glantalbahn neu beleben und einen weiteren Rückbau verhindern, nachdem der nördliche Abschnitt zwischen Odernheim und Bad Münster bereits 1961 stillgelegt und in den beiden Folgejahren weitestgehend abgebaut worden war und auch die Einstellung des südlichen Abschnittes Homburg–Glan-Münchweiler drohte.
Die kürzestmögliche Verbindung zwischen Mainz und Zweibrücken hatte zu diesem Zeitpunkt längst an Bedeutung verloren. Sowohl auf der Glantalbahn als auch bei der sich daran anschließenden Bahnstrecke Homburg–Zweibrücken war bereits nach dem Zweiten Weltkrieg das zweite Gleis
demontiert worden. Für den Niedergang entscheidend war jedoch, dass beide Strecken die Grenze zwischen Rheinland-Pfalz und dem Saarland überquerten und ihr Verknüpfungspunkt im saarländischen Homburg lag. Zweibrücken, von den Siedlungsschwerpunkten in Rheinland-Pfalz weitgehend abgeschnitten, war die einzig größere, zu Rheinland-Pfalz gehörende Stadt im südlichen Streckenbereich. Die bis 1959 anhaltende wirtschaftliche Orientierung des zuvor teilautonomen Saargebietes nach Frankreich hatte jedoch zu einer Verlagerung der Verkehrsströme geführt, und selbst die ohnehin dünnbesiedelte Nordwestpfalz orientierte sich zunehmend in Richtung Kaiserslautern.
1965 gelang es tatsächlich, ein Eilzugpaar einzurichten. Aufgrund des bereits abgebauten Streckenabschnittes Odernheim–Bad Münster war erst Staudernheim anzufahren; dort musste die Fahrtrichtung gewechselt werden. Bis Bad Kreuznach folgte die Nahetalbahn, danach die Bahnstrecke Gau Algesheim–Bad Kreuznach und schließlich die Linke Rheinstrecke. Im Volksmund wurden diese Züge aufgrund Munzingers Engagement auch als „Munzinger-Express“ bezeichnet, die er selbst als Fahrgast benutzte. 1967 kam ein zweites Paar zwischen Homburg und Gau Algesheim hinzu. Ab 1970 waren diese Verbindungen offiziell nur noch Nahverkehrszüge, ehe sie 1979 komplett eingestellt wurden. In den folgenden Jahrzehnten wurde die Glantalbahn, bis auf einen kurzen Abschnitt, der zugleich Teil der Bahnstrecke Landstuhl–Kusel war, stillgelegt. Auch von der Bahnstrecke Homburg–Zweibrücken blieb nur ein kurzer Abschnitt auf der Bahnstrecke Landau–Rohrbach erhalten. Zweibrücken ist seitdem mit der Eisenbahn nur noch von Westen (aus Richtung Saarbrücken) und von Osten (aus Richtung Landau) zu erreichen.

### Munzinger-Hügel
Da der Autoverkehr während Munzingers Amtszeit als Oberbürgermeister stark anstieg, erschienen die Bahnübergänge der Straßen in die Stadtteile Bubenhausen und Ixheim im Bereich des Zweibrücker Hauptbahnhofs aufgrund der damals zahlreichen Bahnhofsgleise zunehmend als Hindernis. Aus diesem Grund veranlasste Munzinger, diese durch ein Überführungsbauwerk zu ersetzen, was Ende der 1960er schließlich in die Tat umgesetzt wurde. Im Volksmund wurde letzteres deshalb oft als „Munzingerhügel“ bezeichnet.

## Ehrungen
- 1970: Bundesverdienstkreuz I. Klasse
- 1975: Großes Bundesverdienstkreuz